# Бігатті Олександр
Олександр Біга́тті (дати народження і смерті невідомі) — одеський літограф і видавець першої половини XIX століття.
1829 року відкрив в Одесі першу приватну літографію, в якій згодом було видано багато кримських видів. Виконав літографії для видань: 
- «Види різних місць Південного берега Криму» Н. Чернецова (1835, у співавторстві з Кленовим та А. Брауном);
- «Історія генуезьких поселень у Криму» М. Мурзакевича (1837);
- «Хронологічний огляд історії Новоросійського краю» О. Скальковського (1836—1838).

## З колекції Державного Російського музею
|                                           |                          |                                    |                                                 |
| «Вид в Кореїзі. Маєток княгині Голициної» | «Місхор. Дача Наришкіна» | «Руїни грецької фортеці в Гурзуфі» | «Руїни стародавньої церки в Інкерманській горі» |